# 607 TCN
607 TCN là một năm trong lịch La Mã.